# 麻布公众卫生短期大学
麻布公众卫生短期大学（日语：／ Azabu Kōshū-Eisei Tanki Daigaku *）是过去一所位于日本神奈川县相模原市的私立短期大学。

## 概要

### 简介
- 学校法人麻布兽医学园经营之短期大学了、同时设置麻布大学。麻布大学的源流即与仓东隆创立东京兽医讲习所成立于1890年。后几次有改编、麻布大学成立于1950年。短期大学为于1965年开办同时开始招収男女学生。以后招生到1977年、停办于1979年[1][2]

### 历史
- 1965年 麻布公众卫生短期大学成立并同时设置两个学科、以下列举。
  - 环境卫生科
  - 卫生技术科[注 2]
- 1971年 卫生技术专攻成立于专科[1]。
- 1977年 最后一年招生、次年停止招生（正式停办于1979年6月5日[1]）。

## 学校环境
- 校区：在了神奈川县相模原市[注 1]

## 历任校长
- 越智勇一：就任短期大学校长从开办到停办[3][4]。

## 组织

### 学科
- 环境卫生科

### 前学科
| - 卫生技术科 |

### 专科
| - 环境卫生专攻 |

### 业余课程
| - 无 |

## 相关链接
- 日本短期大学列表